# Intendencia indiana
El régimen de intendencias se aplicó a partir del siglo XVIII en las posesiones del Imperio español en América y las Filipinas debido, principalmente, al buen rendimiento que tuvo el sistema en España. Los reyes, imbuidos en el pensamiento del absolutismo ilustrado, deseaban reformar la administración de sus posesiones, uniformándola y promoviendo el bienestar, junto con mejorar los ingresos de la Real Hacienda y la defensa de tales territorios.

## Antecedentes
El intendente era un funcionario que surgió en Francia hacia 1551, adquiriendo impulso inicial bajo la influencia de los cardenales Richelieu y Mazarino y fomentado posteriormente por Luis XIV y su ministro Jean-Baptiste Colbert. El intendente era en aquellos tiempos el representante del monarca en las généralités (divisiones territoriales francesas en el Antiguo Régimen), cuya misión primordial era fomentar el desarrollo económico de estas, con atribuciones de justicia, policía y hacienda (intendant de justice, police et finances).
El sistema se utilizó en España por primera vez con la Superintendencia de Ejército en 1711, la Intendencia General de Ejército y Marina en 1717 y la división de todo el territorio peninsular español en intendencias en 1718. En 1749 el rey Fernando VI reordenó el sistema con una intendencia por provincia.
Los intendentes tenían por misión general la promoción de la economía y el resguardo de la hacienda. Sin embargo, no todos los intendentes tuvieron idénticas facultades. El sistema experimentó diversas variaciones a lo largo del tiempo; por ejemplo, en un comienzo se trató de separar las funciones de intendente de las de virrey o gobernador, pero los conflictos que se produjeron en algunos casos llevó a la decisión de reunir ambos oficios en ciertas zonas. 
Estos funcionarios solían tener un asesor letrado o teniente letrado, con carácter permanente y de nombramiento real. Los subdelegados cumplían sus órdenes y ejercían sus funciones en áreas territoriales denominadas subdelegaciones o partidos, que muchas veces correspondían a los antiguos corregimientos, reemplazando en algunos lugares a los corregidores.
El rey Carlos IV dictó una Ordenanza General de Intendentes en 1803, que reunía en un solo cuerpo la regulación de las intendencias, sin embargo, por real orden de 11 de enero de 1804 el rey la dejó sin efecto al advertir contradicciones con algunos reglamentos militares, a instancia del ministro Manuel Godoy.

## Las causas
No todos los intendentes tuvieron las mismas facultades y atribuciones. En términos generales, estas podían abarcar las siguientes áreas (llamadas causas):
- Hacienda (gobierno económico). El intendente tenía jurisdicción sobre todos los asuntos fiscales y de gastos de la Real Hacienda en su territorio, subordinado al virrey o superintendente general si los hubiera.
- Policía (gobierno político). No correspondía con la acepción actual del término, sino que era la causa que abarcaba los asuntos gubernativos y de fomento de las actividades productivas de un territorio. Originalmente los intendentes estaban subordinados a un gobernador (y por encima del gobernador en la jerarquía política el virrey), pero más tarde los dos cargos (intendente y gobernador) pasaron a ser ocupados por la misma persona en ciertas zonas del Imperio español.
- Justicia (gobierno judicial). El intendente era juez supremo en su territorio, actuando como juez de apelaciones de los subdelegados partidarios y jueces comisionados. Estaba a su vez supeditado a la apelación de una real audiencia.
- Guerra (gobierno militar). Si el intendente era militar tenía el mando de las tropas de su jurisdicción, subordinado al capitán general. Si no era militar se ocupaba de los asuntos administrativos del ejército.
- Vice Patronato Real. No se la consideraba una causa pero era una de las atribuciones de los intendentes. El gobierno eclesiástico era ejercido por el obispo (y por encima del obispo en la jerarquía eclesiástica el arzobispo), pero regulado en ciertas materias civiles y económicas por el intendente, que tenía la facultad para proponer dentro de su territorio a los sacerdotes de los curatos o parroquias y otros funcionarios eclesiásticos, así como disponer del diezmo cobrado a los feligreses.

Previamente a la implantación de las intendencias esas causas eran ejercidas por los gobernadores y por los capitanes generales, frecuentemente reunidas en una misma persona.

Art. 6: Mando que los intendentes tengan a su cargo los cuatro ramos, de Justicia, Policía, Hacienda y Guerra, dándoles para ello, como lo hago, toda la jurisdicción y facultades necesarias, con respectiva subordinación y dependencia al virrey y Audiencias de aquel virreinato. Real Ordenanza de intendentes para el virreinato de la Plata.

## Intendencias que se establecieron en las Indias

### Capitanía General de Cuba

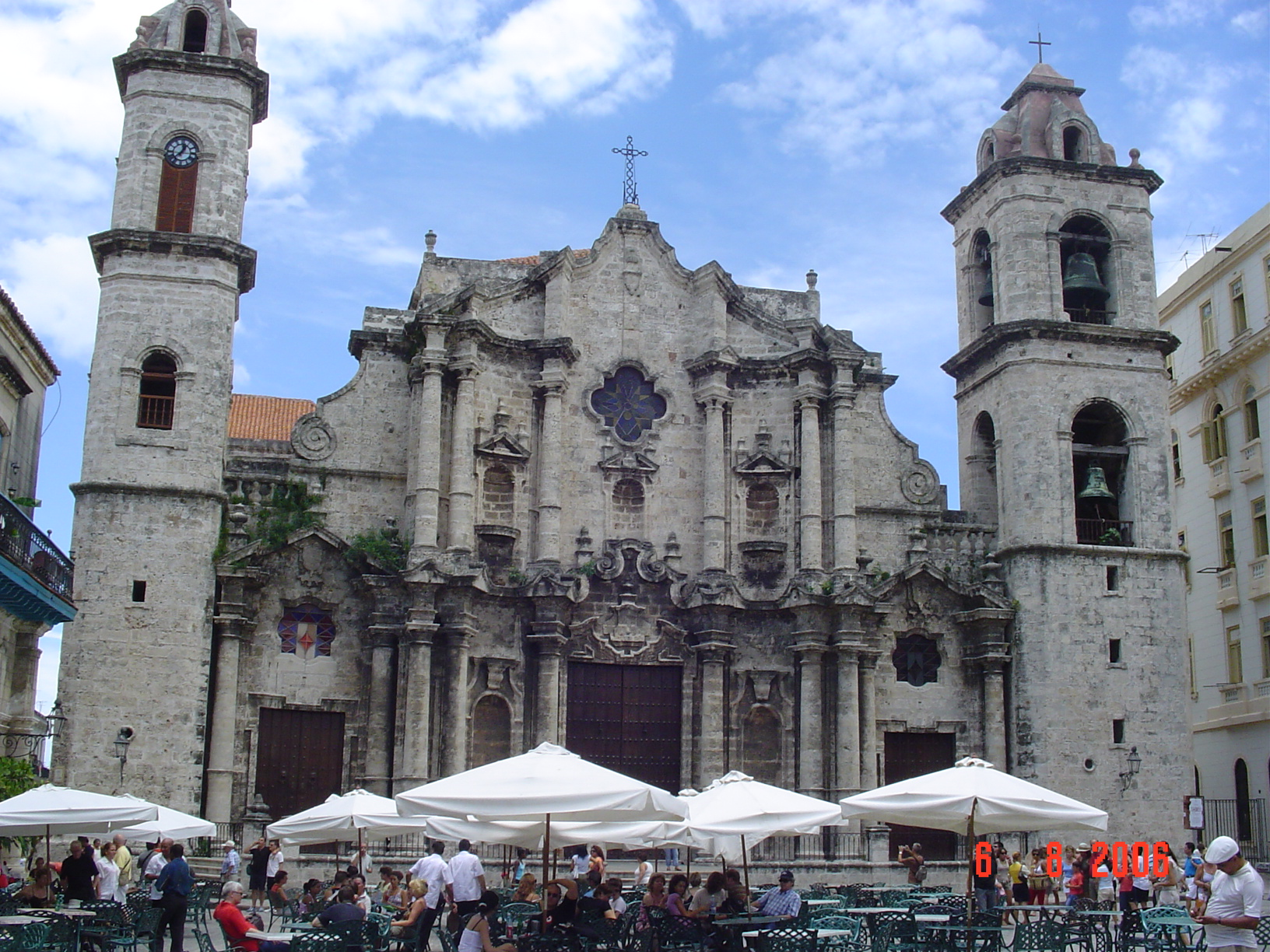
Catedral de la Habana, Cuba.

Tras la recuperación de La Habana, que estaba ocupada por el Reino Unido, a pedido del capitán general de Cuba, Ambrosio Funes de Villalpando, el rey Carlos III ordenó instaurar el 31 de octubre de 1764 en la Capitanía General de Cuba la primera intendencia americana: la de ejército y Real Hacienda de La Habana. Su primer intendente fue Miguel de Altarriba, quien asumió el 8 de marzo de 1765.
En 1764 se dictaron para ella unas ordenanzas –a la que se introdujeron cambios en 1765 y 1767–, determinándose que el intendente de La Habana lo era de ejército y hacienda, para darle una importante intervención en temas económicos, pero careciendo de competencias políticas. Tales ordenanzas rigieron hasta su reemplazo en 1786 por las aplicadas en Nueva España. 
En 1766 fue creada la intendencia de Nueva Orleans en Luisiana, que era de ejército y Real Hacienda y dependía de la Capitanía General de Cuba. Su primer intendente fue Juan José de Loyola y Mendoza, estando el mando militar a cargo de Antonio de Ullóa, pero poco después lo asumió también Loyola y Mendoza. En 1803 Luisiana fue devuelta a Francia.
En 1813 fueron creadas en Cuba las intendencias de Puerto Príncipe y de Santiago de Cuba, ambas solamente de hacienda.

### Virreinato de Nueva España

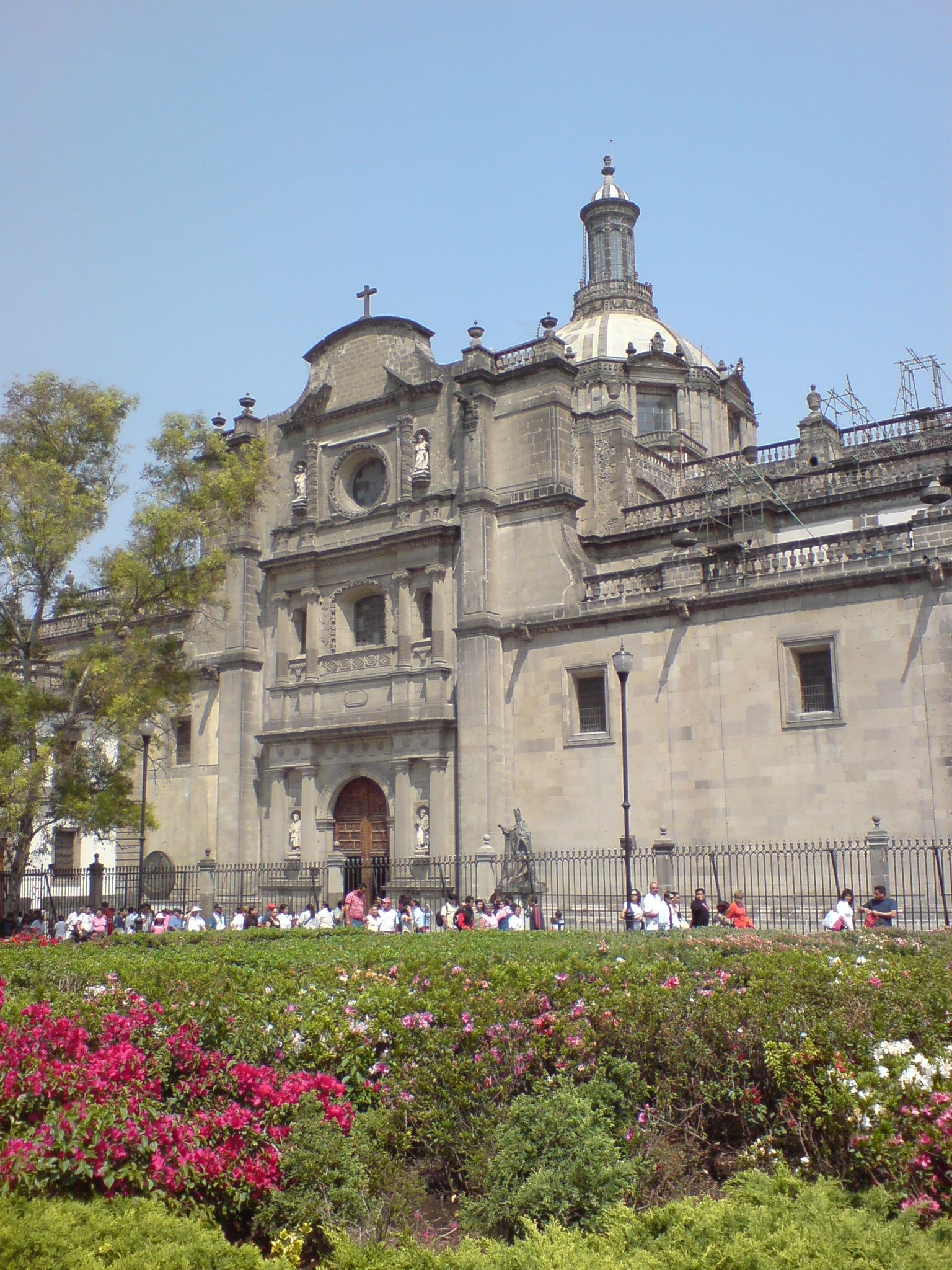
México D.F

Para poder incrementar la defensa de las costas del mar Caribe, el rey Carlos III nombró el 14 de marzo de 1765 a José de Gálvez como visitador general de Nueva España, para estudiar la manera de obtener más recursos económicos. Gálvez propuso en un Informe y Plan de Intendencias firmado por él y por el virrey Carlos Francisco de Croix, el establecimiento del régimen de intendentes en el virreinato. 
El visitador Gálvez propuso en 1769 al virrey Croix la creación de las intendencias de las Californias y de Sonora, designando el virrey a Matías de Armona y luego a Felipe Barri para la primera y a Eusebio Ventura Beleña para la segunda, pero no se llegaron a implementar. El 18 de junio de 1770 el virrey Croix designó a Pedro Corbalán como intendente interino de Sonora poniendo en funcionamiento la intendencia de Arizpe bajo subordinación del gobernador de Sonora y Sinaloa mientras el rey confirmaba el plan, hasta que a causa de relaciones conflictivas ambos cargos fueron reunidos en 1777, permaneciendo Corbalán en esas funciones hasta 1787.
Con José de Gálvez al frente de la Secretaría de Estado y del Despacho Universal de Indias: el 4 de diciembre de 1786 el rey Carlos III firmó la Real Ordenanza para el Establecimiento e Instrucción de Intendentes de Ejército y Provincia en el Reino de la Nueva España que creó otras 11 intendencias en el virreinato, reemplazando a los reinos, comandancias, corregimientos y alcaldías mayores. José Mangino fue nombrado el 25 de enero de 1787 primer superintendente subdelegado de Real Hacienda de México, subordinado como subdelegado al Ministro de Indias, que desde entonces asumía el cargo de superintendente general de Real Hacienda que hasta entonces detentaba el virrey en todos los asuntos de índole fiscal. El rey dictó una ordenanza cuyo contenido era similar a la del Río de la Plata, siendo intendencia de ejército y provincia la de México que estaba unida al cargo de superintendente, y el resto de provincia: Puebla de los Ángeles, Arizpe (o Sonora y Sinaloa), Durango, San Luis Potosí, Zacatecas, Guadalajara (unida a la presidencia), Valladolid de Michoacán, Nueva Veracruz, Antequera de Oaxaca, Mérida de Yucatán, Santa Fe de Guanajuato.
El 17 de marzo de 1787 el rey dispuso la creación de la intendencia de Sinaloa, separándola de la Arizpe, nombrando al coronel Agustín de las Cuentas Zayas como gobernador intendente, pero una real orden del 30 de julio de 1789 anuló esa creación antes de que se llevara a efecto, pasando Cuentas Zayas a ser intendente de Chiapas. El 11 de septiembre de 1813 las Cortes crearon la intendencia de Saltillo, incluyendo Coahuila, Texas, Nuevo Reino de León y Nuevo Santander, pero no llegó a ser puesta en vigencia al ser derogado el decreto poco después.
La intendencia de México tuvo como intendente a Mangino hasta que el 2 de octubre de 1787 el virrey asumió el cargo de superintendente subdelegado de Real Hacienda e intendente de ejército y provincia de México. Desde el 8 de febrero de 1788 hubo de nuevo un intendente de México, pero el virrey continuó como superintendente, y en el gobierno del virrey Miguel de la Grúa Talamanca (1794-1798) el cargo volvió al virrey. La fallida ordenanza de 1803 decretaba la separación de ambos cargos, lo cual se aplicó en México asumiendo como intendente Francisco Manuel de Arce, aunque el virrey continuó como superintendente subdelegado de Real Hacienda. En 1809 los cargos volvieron a reunirse, pero el 6 de septiembre el virrey encargó los asuntos de intendencia al secretario del virreinato, hasta que en mayo de 1810 fue designado un nuevo intendente, que asumió a principios de 1811.

### Capitanía General de Venezuela
Gálvez decidió crear el 25 de noviembre de 1776 la primera intendencia de Sudamérica en la Capitanía General de Venezuela: la intendencia de Caracas, la cual fue mandada erigir por la Real Cédula de Intendencia de Ejército y Real Hacienda de 8 de diciembre de 1776 del rey Carlos III.

El Rey. Habiendo manifestado la experiencia, las ventajas que ha conseguido mi Real Hacienda en la mejor Administración de las Rentas y la Tropa en la seguridad de su subsistencia, con el establecimiento de las Intendencias en mis Reinos de Castilla, y lo mismo con la que últimamente mandé a establecer en la Isla de Cuba, que ha producido los más favorables efectos: He considerado que pueden conseguirse iguales o mayores beneficios en las Provincias de Venezuela, Cumaná, Guayana y Maracaibo e Islas de Trinidad y Margarita estableciendo en ellas el propio método. Con este fin y el de fomentar las Poblaciones, Agricultura y Comercio, he resuelto crear para las citadas Provincias e Islas un Intendente con residencia en la ciudad de Santiago de León de Caracas, capital de la de Venezuela, que conozca de las dos clases de Hacienda y Guerra y demás que quedan expresadas (...)

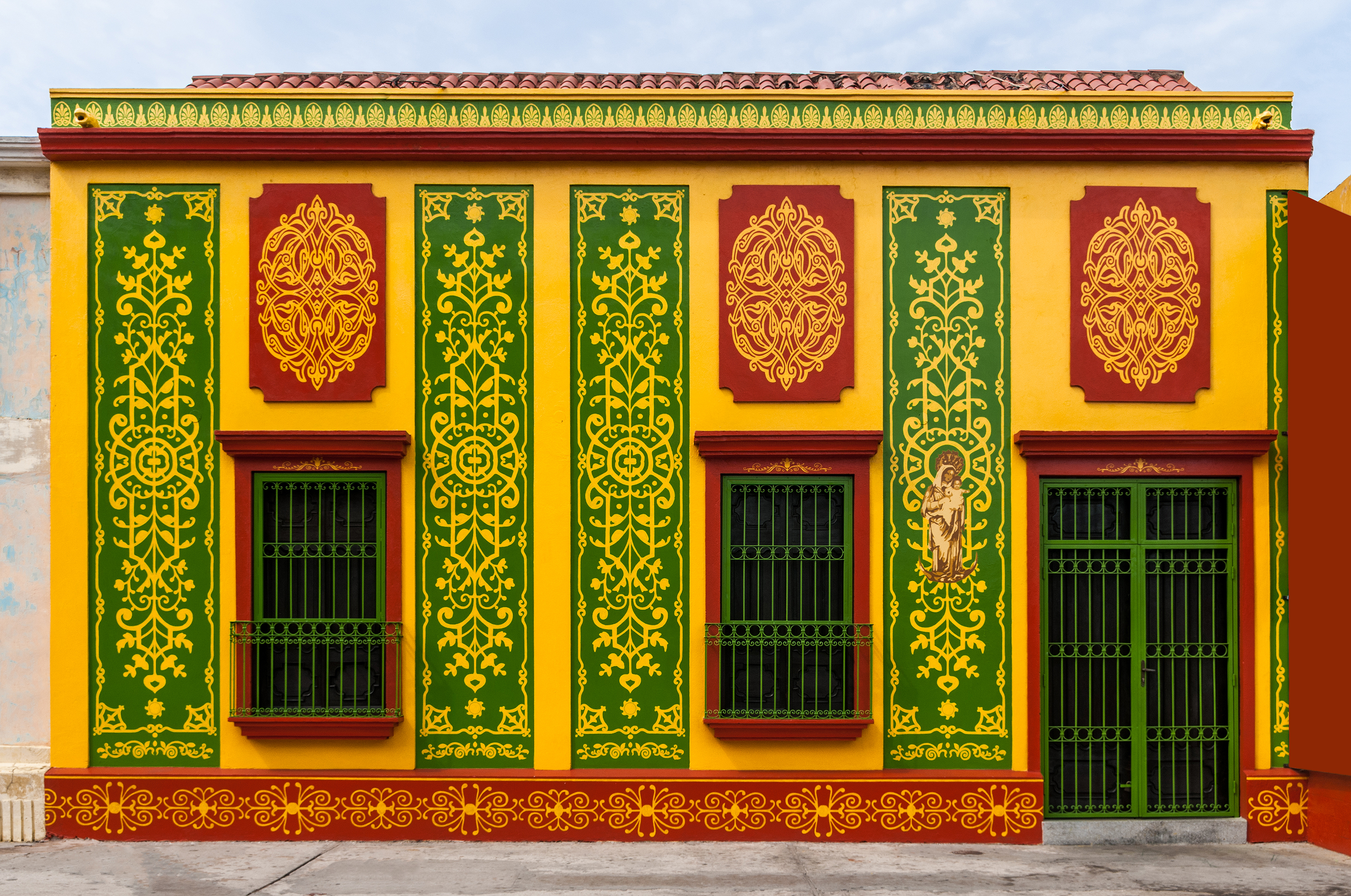
Casa virreinal de Maracaibo.

El primer intendente fue José de Abalos, quien asumió el 1 de junio de 1777. El intendente ejercería sus funciones sobre Caracas, Cumaná, Margarita, Guayana y Maracaibo, como cargo separado de los gobernadores y de la capitanía general creada el 8 de septiembre de 1777. Sus ordenanzas eran similares a las de Cuba, pero hacían mayor hincapié en las atribuciones de policía. Fueron reemplazadas el 1 de marzo de 1783 por las dadas a los intendentes del Virreinato del Río de la Plata, asumiendo el cargo de intendente general de ejército y superintendente subdelegado de Real Hacienda. 
El 25 de mayo de 1787 se ordenó que se adoptara la ordenanza para Nueva España de 1786, que comenzó a aplicarse el 16 de julio de 1787. En respuesta, el gobernador de Maracaibo pidió que también se le agregase el título de intendente provincial. Varios gobernadores en lo siguiente usarían tal título, aunque en la literatura esas intendencias provinciales apenas aparecen probablemente porque el título no cambió mucho en cuanto a la relación de los gobernadores, ni con el capitán general ni con el intendente de Caracas por ser a la vez superintendente subdelegado. A partir de 1789 los gobernadores de Maracaibo firmaron también como intendentes. El gobernador de Guayana recibió el título de intendente de esta nueva ciudad y provincia, agregada a este govierno y comandancia general de mi cargo en 1791, y el de Cumaná por lo menos lo era desde 1792, mientras que los gobernadores de Trinidad, Margarita y Barinas nunca usaron el título de intendente. La real ordenanza de 1803 mandó que los gobernadores de Maracaibo, Barinas, Cumaná, y Guayana fueran intendentes con las 4 causas, pero no llegó a implementarse al ser anulada en 1804.

### Virreinato del Río de la Plata
El 1 de agosto de 1776 fue creado provisoriamente el Virreinato del Río de la Plata, recibiendo el virrey Pedro de Cevallos el cargo adicional de superintendente general de la Real Hacienda, mientras que Manuel Ignacio Fernández fue nombrado intendente de ejército. El 27 de octubre de 1777 fue creado en forma definitiva el virreinato. Al dejar el cargo Cevallos el 16 de julio de 1778 el nuevo virrey Juan José de Vértiz y Salcedo no recibió el encargo de la Real Hacienda. El 25 de octubre de 1778 el rey nombró a Fernández como intendente de todos los ramos de la Real Hacienda para ocuparse del cobro, custodia y empleo de la renta de todo el virreinato.
El 28 de enero de 1782 el rey Carlos III promulgó la Real Ordenanza para el establecimiento e instrucción de intendentes de ejército y provincia en el Virreinato de Buenos Aires, quedando en dicho virreinato la intendencia de Buenos Aires como de ejército y provincia y se crearon otras siete solo de provincia:

Art. 1º: A fin de que mi Real voluntad tenga su pronto y debido efecto, mando dividir por ahora en ocho Intendentes el distrito de aquel Virreinato, y que en lo sucesivo se entienda por una sola Provincia el territorio o demarcación de cada Intendencia con el nombre de la Ciudad o Villa que hubiese de ser su Capital, y en que habrá de residir el Intendente quedando las que en la actualidad se titulan Provincias con la denominación de Partidos, y conservando estos el nombre que tienen aquellas. Será una de dichas Intendencias la General del Ejército y Provincia que ya se halla establecida en la Capital de Buenos Aires y su distrito privativo será todo el de aquel Obispado. Las siete restantes, que han de crearse, serán solo de Provincia (...)

Las de provincia eran: Intendencia de Buenos Aires, Asunción del Paraguay, Potosí (unida a la Casa de Moneda, Banco, Mita y Minas), Chuquisaca (unida a la presidencia), La Paz, Cuyo, San Miguel de Tucumán y Santa Cruz de la Sierra. 
El 5 de agosto de 1783, antes de que el sistema se haya aplicado en el virreinato, el rey Carlos III hizo en San Ildefonso 17 modificaciones a la real ordenanza de 1782. Se suspendió la creación de las intendencias de Cuyo, San Miguel de Tucumán y Santa Cruz de la Sierra, las que con nuevos límites fueron creadas en Córdoba del Tucumán, Salta del Tucumán, y Cochabamba respectivamente. 

Art. 1: Teniendo determinado y prevenido por la citada Real Orden de 20 de Julio del año próximo antecedente, que los actuales Jefes de las Provincias de aquel Virreynato ejerzan sus respectivas Intendencias, es mi soberana voluntad que en lo sucesivo así ellos como los que yo nombrase para iguales destinos, se denominan Gobernadores Intendentes (...)

El 5 de junio de 1784 fue creada la intendencia de Puno, separada de la de La Paz, pero una real cédula de 1 de febrero de 1796 la incorporó al Virreinato del Perú. 
Hasta el 8 de mayo de 1788 la Real Hacienda estuvo al mando de un superintendente, pero por decisión del rey a partir de esa fecha el virrey del Río de la Plata pasó a ser el gobernador intendente de la misma.
En 1811, durante la guerra de independencia, José Miguel Becerra logró restaurar el gobierno realista en Santa Cruz de la Sierra, siendo nombrado por José Manuel de Goyeneche como intendente de Santa Cruz de la Sierra, bajo dependencia del virrey del Perú.

### Virreinato de Nueva Granada
En el Virreinato de Nueva Granada el virrey era el superintendente de todo el virreinato (con la misma ordenanza que el Río de la Plata). Para el caso de Quito el 25 de mayo de 1783 el virrey delegó la superintendencia subdelegada de Real Hacienda de la provincia de Quito en el presidente de la Real Audiencia de Quito, Juan José de Villalengua. La intendencia de Cuenca fue creada el 26 de septiembre de 1786, en el corregimiento de Cuenca dentro de la Presidencia de Quito. La real ordenanza de 1803 mandó establecer las intendencias en Quito (unida a la presidencia), Cuenca, Popayán, Cartagena, y Panamá, unidas a sus respectivos gobernadores, y la de Santa Fe de Bogotá, señalando que aún no habían sido establecidas, pero fue derogada en 1804.
Una real orden del 7 de enero de 1807 mandó establecer (bajo la ordenanza aplicada en Nueva España) las intendencias de Quito, Popayán, Cartagena y Panamá (además de la de Cuenca), pero no se nombró a los intendentes.

### Virreinato del Perú

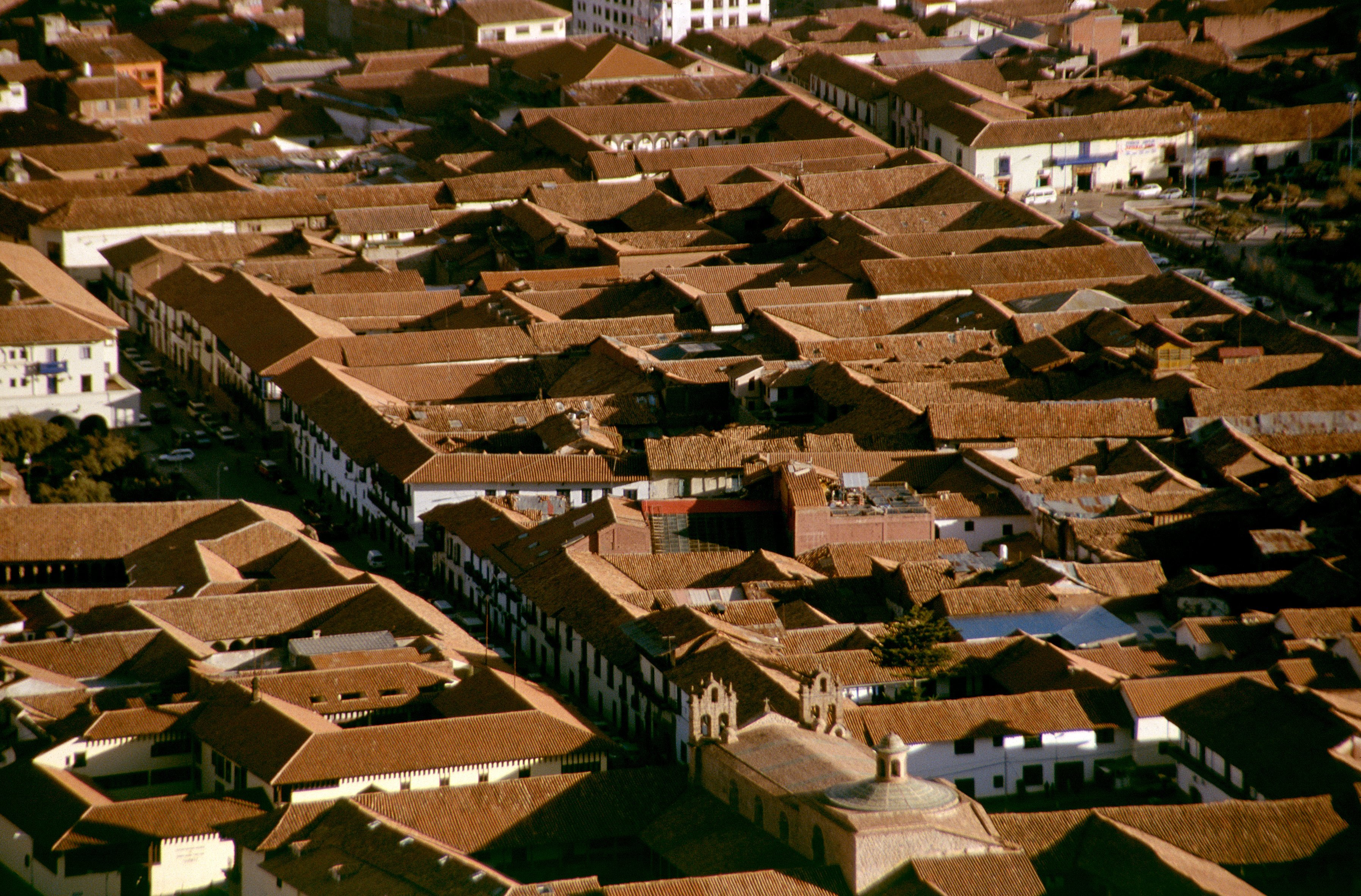
Cuzco Perú.

Como consecuencia de la revolución de Túpac Amaru II, a propuesta del visitador José Antonio de Areche el 7 de julio de 1784 se ordenó aplicar el régimen de intendencias en el Virreinato del Perú suprimiendo los corregimientos. Fueron aplicadas las ordenanzas del Río de la Plata con adaptaciones, siendo intendencia de ejército y provincia la de Lima y el resto solo de provincia: Arequipa, Cuzco (desde 1788 tuvo unida la presidencia), Huamanga, Huancavelica, Tarma y Trujillo. Fue creada también la intendencia de Chiloé, pero en 1789 se la transformó en el gobierno de Chiloé. En 1796 fue transferida al Perú la intendencia de Puno, separada del Río de la Plata.

### Capitanía General de Puerto Rico
Una real orden de 24 de mayo de 1784 ordenó crear la intendencia de Puerto Rico unida al cargo del gobernador y capitán general, de acuerdo a la ordenanza del Río de la Plata. En 1794 se ordenó observar la ordenanza de Nueva España.
Una real orden de 28 de noviembre de 1811 separó el cargo de intendente de hacienda del de gobernador y capitán general en la Capitanía General de Puerto Rico, con Alejandro Ramírez Blanco como su primer intendente, quien asumió el 12 de febrero de 1813.

### Capitanía General de Guatemala

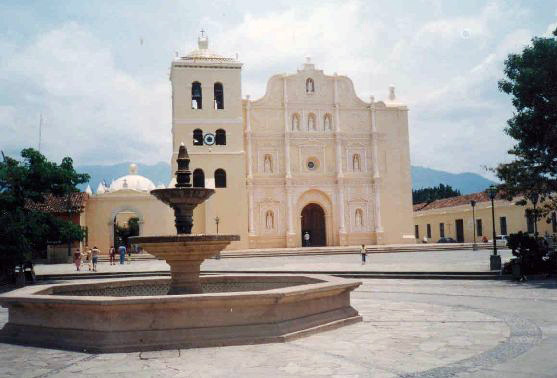
Plaza central de Comayagua.

En 1785 comenzó a aplicarse el sistema de intendencias en la Capitanía General de Guatemala, sobre la base de las ordenanzas de la metrópoli aplicadas desde 1782 en el Virreinato del Río de la Plata, a partir del 22 de abril de 1787 se rigieron por las ordenanzas que se dictaron para Nueva España en 1786:
La de San Salvador fue creada el 17 de septiembre de 1785; la de Ciudad Real de Chiapas o Chiapas fue creada el 20 de septiembre de 1786; la de Honduras o también conocida como, Intendencia de Comayagua, fue creada el 23 de diciembre de 1786; la de León de Nicaragua o Nicaragua fue creada el 23 de diciembre de 1786. No existió una intendencia de Guatemala, aunque el presidente y capitán general ejerció funciones de superintendente general.

### Capitanía General de las Filipinas
Por orden real de 17 de julio de 1784 se creó la intendencia de Manila para las causas de ejército y real hacienda, siendo nombrado intendente en comisión el oidor de la Real Audiencia de Manila, Ciriaco González Carbajal, debiendo utilizar la real ordenanza de intendentes de 1782 para el Río de la Plata. A propuesta de Carbajal fueron creadas el 24 de noviembre de 1786 4 intendencias más en las Filipinas unidas a sus respectivos corregidores, las cuales eran: Ilocos, Camarines, Iloilo y Cebú, pero estas intendencias fueron suprimidas por real orden de 20 de noviembre de 1787. Un mes antes, el 23 de octubre la intendencia de Manila fue unida a la capitanía general. Fue nuevamente separada por real orden de 25 de febrero de 1819, reunida el 14 de septiembre de 1924, separada el 27 de octubre de 1929, reunida a fines de 1842.

### Capitanía General de Chile
El 6 de febrero de 1787 se aplicó el sistema en la Capitanía General de Chile, con las intendencias de Santiago (unida a la presidencia) y de Concepción regidas por las ordenanzas del Río de la Plata, con las adaptaciones peruanas. Fueron creadas por disposición del virrey del Perú Teodoro de Croix y del visitador real Jorge Escobedo, por auto de 14 de enero de 1786. Se ordenó que las dos nuevas intendencias se rigieran por la Real Ordenanza de Intendentes de Ejército y Provincia dispuesta por el rey para el Virreinato del Río de la Plata el 28 de enero de 1782, y que también se aplicaba en el Virreinato del Perú con modificaciones. Fue convalidada por real orden de 6 de febrero de 1787. La creación fue comunicada en Chile por bando de 14 de junio de 1786. También, y previamente (1784), se creó la Intendencia de Chiloé, la cual tuvo una existencia efímera (5 años).

## Gobiernos político-militares
Al margen de las intendencias quedaron un número de jurisdicciones territoriales, tales como los gobiernos político-militares, las comandancias militares y los gobernadores militares de varias plazas. Estos gobernadores en general tenían las mismas atribuciones que los intendentes, excepto en la causa de hacienda en la que actuaban por delegación de un intendente. En el caso de los gobiernos de Moxos y de Chiquitos en el Virreinato del Río de la Plata, la Real Audiencia de Charcas tenía a su cargo la inspección y delegación de la causa de hacienda.

## Las diputaciones provinciales
En marzo de 1812 al sancionarse la Constitución de Cádiz, esta dividió el territorio indiano en provincias gobernadas por jefes políticos superiores, las diputaciones provinciales que eran cuerpos colegiados gubernativos autónomos, siendo suprimidas las intendencias. 
Las diputaciones provinciales fueron instauradas entre fines de 1813 y principios de 1814 en los territorios que no se hallaban en poder de los revolucionarios independentistas.
El 4 de mayo de 1814 el rey Fernando VII declaró nula la Constitución de Cádiz y se restableció el sistema de intendencias. En Nueva España las diputaciones provinciales fueron disueltas el 11 de agosto de 1815. El 7 de marzo de 1820, debido a la revolución liberal en España, se volvió al sistema de 1812, restableciendo la Constitución de Cádiz y las diputaciones provinciales. 
Finalmente, el Decreto XIII de las Cortes de 8 de mayo de 1821 estableció diputaciones provinciales en todas las intendencias de provincia de América.